# Tuditanidae
Los tuditánidos (Tuditanidae) son un grupo extinto de lepospóndilos que vivieron a finales del período Carbonífero en lo que hoy son los Estados Unidos, Canadá y la República Checa. Está representado por los géneros Boii, Crinodon y Tuditanus.